# 283 Emma
283 Emma è un asteroide della fascia principale del diametro medio di circa 148,06 km. Scoperto nel 1889, presenta un'orbita caratterizzata da un semiasse maggiore pari a 3,0489613 au e da un'eccentricità di 0,1442154, inclinata di 7,98848° rispetto all'eclittica.
Stanti i suoi parametri orbitali, è considerato un membro della famiglia Eos di asteroidi.
Nel 2003 è stato individuato un satellite a cui è stata assegnata la designazione provvisoria S/2003 (283) 1. Il satellite, di dimensioni non ben accertate tra i 4 e i 14 km, orbita a 581 (±3,6) km in 3,353 (±0,00093) giorni.
L'origine del suo nome è sconosciuta.